# 加藤修平
加藤 修平（かとう しゅうへい、1949年〈昭和24年〉1月28日 - ）は、日本の政治家。神奈川県南足柄市長（4期目）。

## 来歴
神奈川県足柄上郡南足柄町（現南足柄市狩野）で長男として生まれる。
南足柄市立南足柄小学校、南足柄市立南足柄中学校、神奈川県立小田原高等学校を経て、日本大学法学部を卒業。卒業後1973年（昭和48年）4月、南足柄市役所に採用される。市役所では秘書課長、福祉健康部長、議会事務局長などを歴任した。
2009年度（平成21年度）の南足柄自治会長連絡協議会会長を務めた。
2011年（平成23年）4月30日、南足柄市長就任。落選を含めた選挙の結果は以下のとおり。

## 南足柄市長選挙
2007年（平成19年）
落選。現職の沢長生との一騎討ちの選挙であった。沢はこれにより2期目の当選を果たした（沢：14,151票、加藤：10,777票）。投票率は71.17％。
2011年（平成23年）
当選。加藤は、沢市長が打ち出した小田原市との合併策に「吸収合併になる」と正面から反対し出馬。現職の沢、元小田原市職員の杉本健二、元市議の滝本妙子ら3候補を相手に戦い初当選（加藤：10,306票、沢：9,686票、杉本：1,670票、滝本：1,618票）。投票率は65.74％。
2015年（平成27年）
当選。元市職員の鎌田雅博を破り再選。なお鎌田の選挙陣営には、前回の選挙で敗れた沢長生と杉本健二がそれぞれ後援会長と事務局長に就任し、代理戦争の様相になった（加藤：11,744票、鎌田：9,550票）。投票率は60.93％。
2019年（平成31年）
当選。元市議の星崎健次らを破り3選。
2023年（令和5年）
当選。元市商工会長の笠井進を破り、4回目の当選を果たした。

## 市政・人物
- 2018年（平成30年）12月24日、統一教会（現・世界平和統一家庭連合）の関連団体「真の家庭運動推進協議会（APTF）」の西神奈川小田原支部が「Xmasファミリーフェスティバルin足柄」を南足柄市文化会館で開催。加藤は同イベントに公務として参加した[9]。
- 2021年（令和3年）6月22日、南足柄市と大井町は、LGBTなど性的少数者のカップルが婚姻に相当する関係にあると認める「パートナーシップ宣誓制度」に関し、2市町間の転居時に同制度を継続できる相互利用協定を結んだ。制度は同年7月1日に開始された[10][11]。